# IC 1930
IC 1930 ist eine elliptische Galaxie vom Hubble-Typ E3 im Sternbild Taurus auf der Ekliptik. Sie ist schätzungsweise 415 Millionen Lichtjahre von der Milchstraße entfernt und hat einen Durchmesser von etwa 50.000 Lj.
Im selben Himmelsareal befinden sich u. a. die Galaxien NGC 1349, IC 322, IC 1918.
Das Objekt wurde am 22. Dezember 1897 von Stéphane Javelle entdeckt.